# 喜多岡勇平
喜多岡 勇平（きたおか ゆうへい）は、幕末の福岡藩士。諱は元道。福岡藩士・喜多岡元賢の3男。

## 生涯
福岡下警固村に生まれる。筑前藩側筒組に属する。兄2人が養子に出たため、18歳で家督を継いだ。秀才で、徒（懲役刑）に関する案を作成して藩に提出し、それが採用されて徒罪方を創設して運営に力を発揮し、大頭役所の取締役も兼務した。その実績が認められ、文久2年（1862年）、家老の黒田山城、牧市内の推挙を経て、祐筆中頭取に抜擢されて知行百石を受け、永世士籍となった。大蔵谷回駕問題で藩内は緊迫しており、藩の機密に係わるようになる。密命を帯びて京都や大阪を行き来するなど「隠れ目付」としての任務にあたった。
尊王攘夷運動家の平野国臣と親しく、平野が獄中にあるときは待遇改善に努めた。また隣家には野村望東尼が引っ越してきて、親しく近所づきあいをした。望東尼は喜多岡から藩や周辺の情報を得ている。
文久3年（1863年）の八月十八日の政変後、世子・黒田長知の供として京都へ上り、長州藩側で幕府周旋を任されていた岩国吉川家（当主・吉川経幹）に対して、喜多岡が交渉役として進められた。帰国時は長州藩の名誉回復のために奔走した。長州と幕府の対立は、内乱となれば隣の福岡藩としても巻き込まれる恐れがある事で、双方の間に立たされる立場であった。翌年、禁門の変が起き、福岡藩は再び長州への寛大な措置を幕府に求めるが、それが「長州同気」の疑いを掛けられる事になり、福岡藩による周旋活動は停止される。そこで喜多岡は薩摩藩に対して岩国吉川家との周旋活動を依頼した。
太宰府で5公卿の警護にあたり、交代で自宅に戻って一家で就寝中だった慶応元年（1865年）6月24日深夜、刺客に襲われ、暗殺された。45歳。

## 襲撃の詳細
喜多岡宅が襲われた時の物音を、謹慎中であった隣家の野村望東尼が聞いている。突然戸板が倒れたような大きな音や表を走る足音が聞こえた後、「こんちくしょう、こんちくしょう」と言う声と、何かを打つ音がした。異変に気付いた望東尼が家人と灯りを用意している間、「父上は大事なり、私も娘も手を負いたり」と喜多岡の妻が裏の家で寝ている息子に叫ぶ声と、家人が「いづこ、いづこ」と喜多岡を探す声が聞こえた。見つからないので望東尼の家人が戻り、喜多岡は逃げおおせたようだと報告していた時、夫が死んでいるのを見つけた妻の泣き叫ぶ声が聞こえてきた。謹慎中で動けない望東尼は再び家人を喜多岡家に向かわせ、事の詳細を聞いた。
喜多村家の東側の遣り戸を壊して3人の刺客が入り込んできた。「勇平ありや」と憎々しげに言う2人の声がして、蚊帳のヒモが切り落とされた。喜多岡はそれに答えず、蚊帳から滑り出て北側の戸を押し破って外に逃げ出した。妻は部屋から出ず戸に身を寄せて潜んでいたが、娘が東の方に転がり出たので刺客の1人が喜多岡と勘違いして娘を一刀した。「勇平か」と聞くと斬られた娘が「父上」と声を出すと、刺客は娘を放り出して表に飛び出し、向かいの家の井戸の後ろで喜多岡に追いつき、一刀で斬ると、悠々と唄を歌いながら去って行ったという。娘は頭を4寸（12cm）ばかり斬られ、流れる血を押さえながら「私はいいから、父上を早く探して」と気丈に訴えたという。喜多岡の妻も「このような目に遭うのは常ながら、一太刀だに報いる事が出来なかったことが無念だ」と述べたという。

## 事件後
翌日、喜多岡は「表は清げなりしかども、正を讒（ざん）しておのれが身を立てんとした」ので同志の輩が国家のために殺害したのだという話が流れた。藩主に近侍する者たちがまでがそのように語っているのだという話を望東尼が聞いている。喜多岡を暗殺したのは、月形洗蔵の命を受けた筑前勤王党の伊丹真一郎、藤四郎、戸次彦之助の3人であった。喜多岡は勤王党が追い詰められたからこそ、藩主や保守派との和解のために活動していた事を、勤王党は内通と見なして暗殺したのである。勤王党は加藤司書と月形洗蔵の間で内部対立し、同志討ちや暗殺行動がエスカレートし、無法の過激派集団と化していた。
藩内外で信任を集め、長州周旋に多大な功のある重要人物であった喜多岡勇平の暗殺は、藩主・黒田長溥による勤王党一派への厳罰（乙丑の獄）を決意させるに至った。